# Pipi fil
En pipi fil (forkortelse af Program Integration Process Inspection) er et midlertidigt fil-dump under kørsel af et program i testfasen. Filen kan indeholde mellemresultater eller kommunikationsfiler mellem dele af programmet.[kilde mangler]
Illustration